# Zwinderen
Zwinderen (Drents: Zwindern) is een dorp dat aan de A37 ligt in de gemeente Coevorden, provincie Drenthe (Nederland), in de driehoek Coevorden, Hoogeveen en Emmen. Op de brink ligt de kei ter herinnering aan 775 jaar Zwinderen (1217-1992). Zwinderen wordt al in een charter genoemd van de bisschop van Utrecht. Een paar families hebben in Zwinderen een belangrijke rol gespeeld, namelijk de familie Rigterink en de familie Oldenhuis.

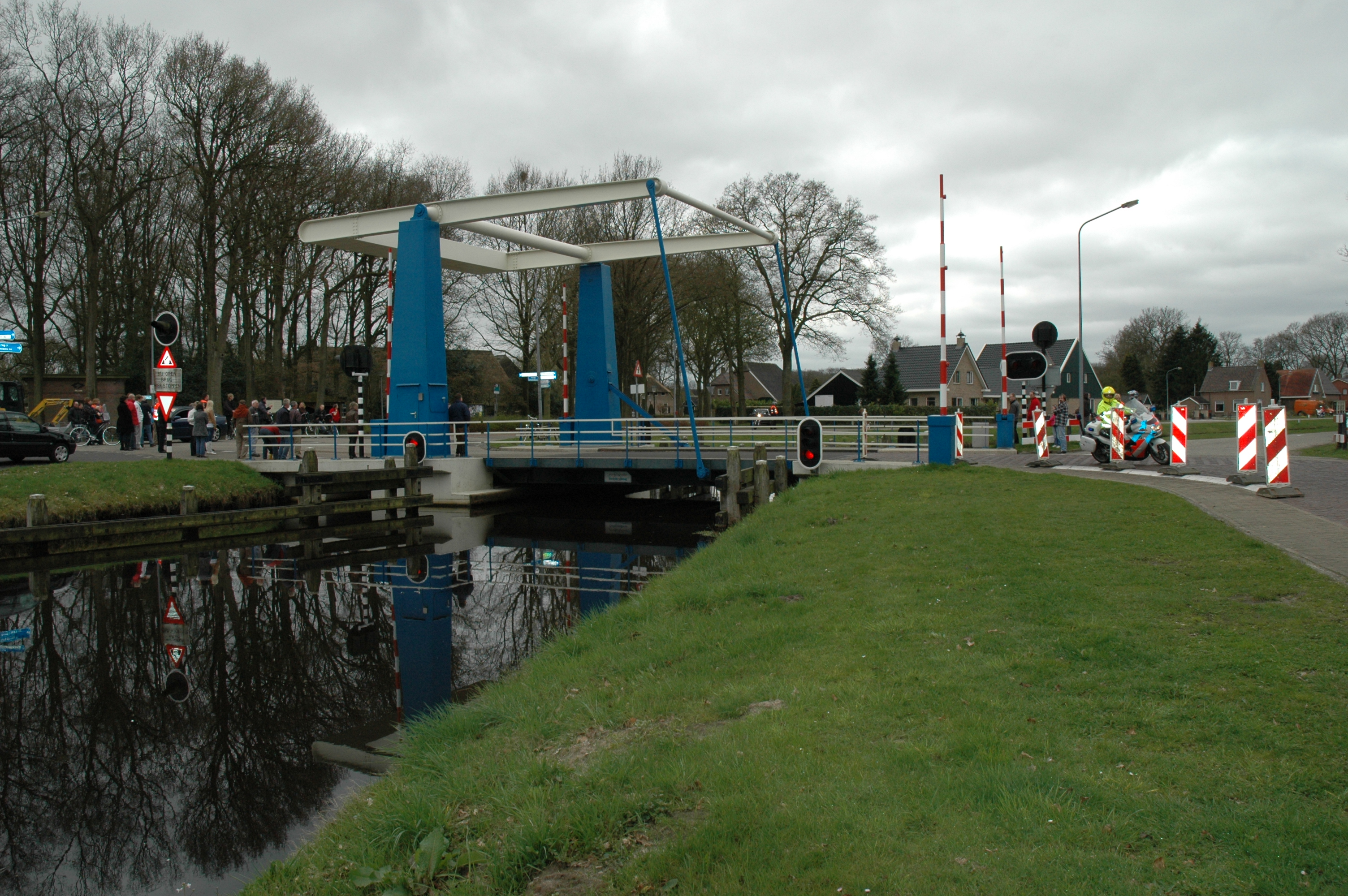

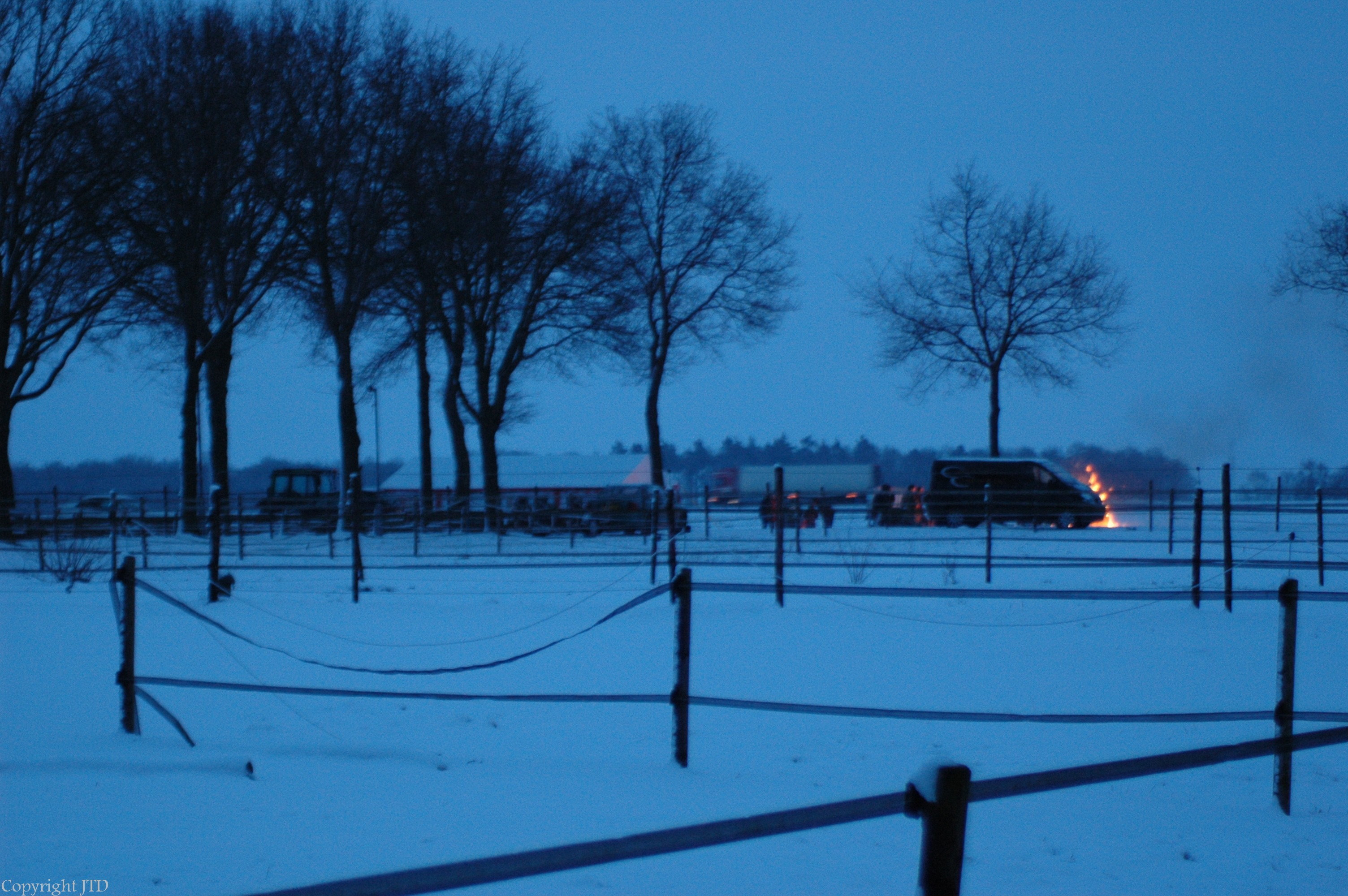

## Geschiedenis
Zwinderen is een dorp in de gemeente Coevorden (tot 1998 Oosterhesselen) ten zuidwesten van Oosterhesselen, ten zuiden van Gees, ten oosten van Hoogeveen en Hollandscheveld, ten noordwesten van Coevorden en ten westen van Dalen. Ten noorden ervan ligt de Zwindersche Esch, ten zuidwesten het uitgestrekte Zwindersche Veld met daarin de nieuwe nederzetting Nieuw-Zwinderen aan het Kanaal Coevorden-Zwinderen en ten zuiden van Geesbrug, doorsneden door het Zwindersche Kanaal. Zwinderen zelf is gelegen aan de Verlengde Hoogeveensche Vaart met de Johannes Postbrug, de Zwinderschebrug en de Driftbrug.
Bronnen vermelden: in Suinre (1217), de Swinre (1276), Swijnre (1295), Zwynderen (1527), Swinder (1811-13). De plaatsnaam is samengesteld uit: a) swin, zwin = waterloop, geul, kreek (afgeleid van swinan = verdwijnen, verzwinden) en horne (= hoek) of b) swin en heri, hara = met bos begroeide hoogte. De betekenis kan dan zijn: a) hoek aan de natuurlijke waterloop of b) zandige, begroeide hoogte aan de waterloop, in dit geval het Loodiep.
In Zwinderen lagen in de Middeleeuwen enkele geestelijke goederen. In 1615 werd namelijk de leenrechtigheid, die het klooster Dikninge had op het erf Oldenhuis, voor 120 gulden afgekocht door een familie, die zich Oldenhuis is gaan noemen. In de 17e eeuw telde Zwinderen vier boerderijen (volle erven) en een scheperij. In 1794 waren er vijftien boerderijen: zes volle bedrijven, twee halve en zeven keuterijen, een gevolg van de intensivering van de landbouw, alom in Drenthe.

## Geeserstroom

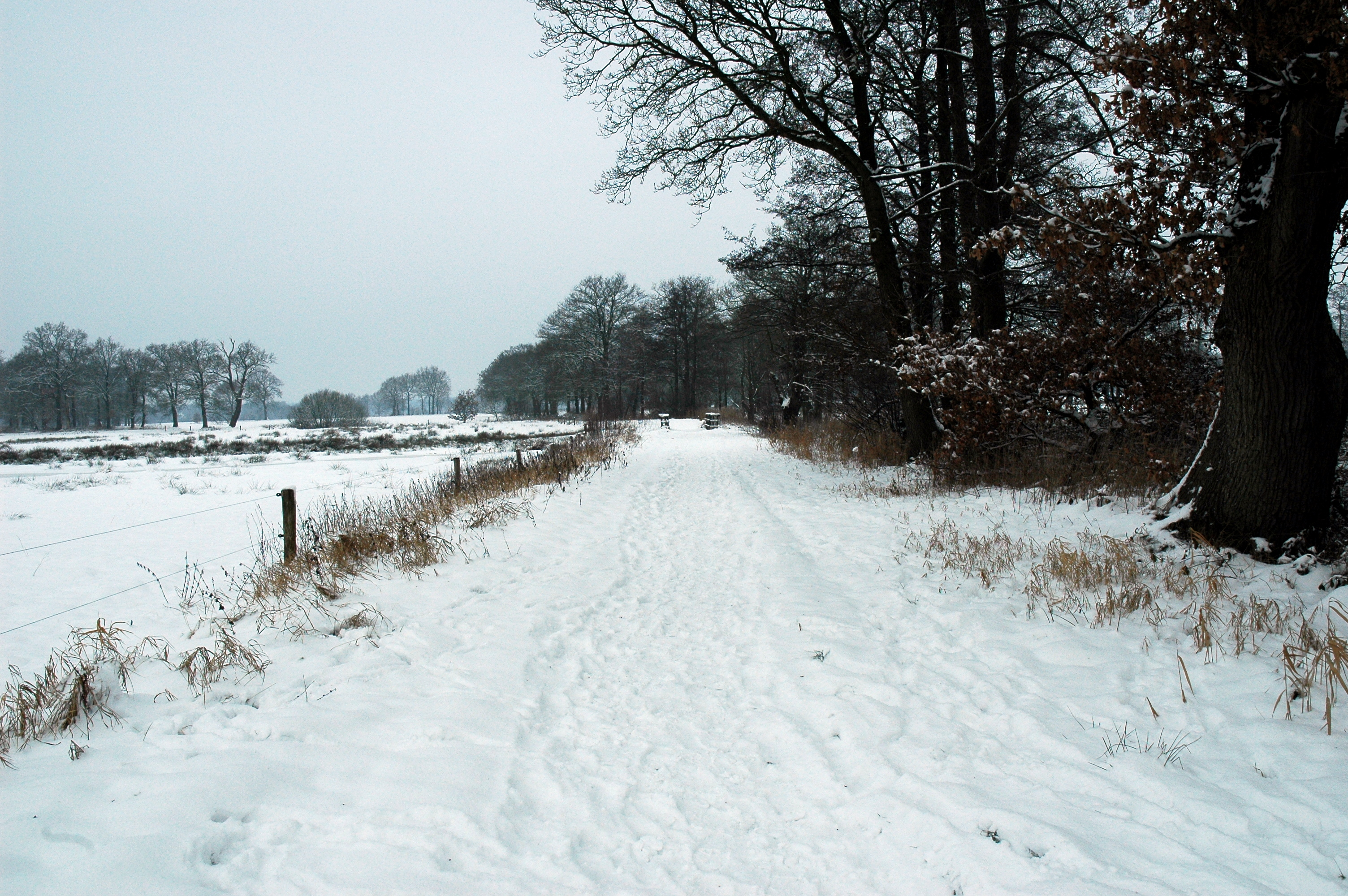

Een grondoppervlak van ruim 620 ha. in het gebied van de Geeserstroom krijgt zijn oorspronkelijk aanzien terug door het in te richten als beeklandschap.Het is een gezamenlijk project van Staatsbosbeheer, de Dienst Landelijk Gebied Drenthe en het waterschap Velt en Vecht. De natuur heeft de voorbije jaren veel te lijden gehad van een lager waterpeil en verdroging.Om de natuur te versterken worden watergangen in het beekdal gerepareerd waarmee de omstandigheden voor planten en dieren wordt verbeterd. In de beekdalen zal vernatting optreden, waardoor andere soort vegetatie een kans krijgt. Men verwacht het oude landschap van vóór 1900 terug te krijgen met de bijbehorende graslanden, beken, bosjes en houtsingels.

## Zwinderseveld
Gebied (925 ha) met een sterk verspreide bewoning in de gemeente Coevorden (tot 1998 Oosterhesselen) ten noordwesten van Coevorden, ten zuidwesten van Zwinderen, ten zuiden van Geesbrug en ten oosten van Hoogeveen. Vroeger heide en veen, nu voornamelijk bouwland met enkele weide- en boscomplexen. Door het veld lopen twee zijkanalen van de Hoogeveensche Vaart: het Zwindersche Kanaal en het Kanaal Coevorden-Zwinderen. De bebouwing aan weerszijden van dit laatste kanaal wordt Nieuw-Zwinderen genoemd. Aan weerszijden van de Boerdijk bevindt zich het natuurreservaat Zwindersche Veld met onvergraven hoogveen, heide en berkenbossen.In 1811-13 Swindersche Heide Grond en Zwindersche Veen, in 1867-68 Zwindersche veld. Het veld is ontstaan, doordat hier het dekzandpakket dunner was dan op het Drents plateau, waardoor het water minder snel wegzakte en moeras- en veenvorming ontstond over een grote oppervlakte met een natte heidevegetatie. In 1924 in cultuur gebracht door de NV Ontginningsmaatschappij 'Het Lantschap Drenthe'. Het Zwindersche Veld was het tweede grote project in Drenthe na Witteveen (gemeente Westerbork). Het Kanaal Coevorden-Zwinderen werd in 1938 aangelegd voor de afvoer van aardappelen naar de fabrieken te Nieuw-Amsterdam en Coevorden.